# Даниличев, Владимир Фёдорович
Владимир Фёдорович Даниличев (1940—2020) — советский учёный-медик, военный офтальмолог, организатор здравоохранения и медицинской науки, доктор медицинских наук (1983), профессор (1987), полковник медицинской службы, академик Академии военных наук.  Заслуженный деятель науки РСФСР (1994).

## Биография
Родился 16 июля 1940 года в Брянске.
С 1959 по 1964 годы проходил обучение в Военно-медицинской академии имени С. М. Кирова, которую окончил с отличием. С 1964 по 1970 год служил в составе Военно-морского флота СССР на Тихоокеанском флоте в должности военного врача-окулиста. С 1970 по 1973 год обучался на адъюнктуре по кафедре офтальмологии Военно-медицинской академии имени С. М. Кирова.
С 1973 по 1989 год на научно-педагогической работе в Военно-медицинской академии имени С. М. Кирова в должностях: старший ординатор клиники офтальмологии, с 1983 года — старший преподаватель и нештатный начальник офтальмологического отделения клиники офтальмологии. С 1987 года — профессор Военно-медицинской академии. С 1988 по 1989 год — заместитель начальника и с 1989 по 1997 год — начальник кафедры офтальмологии Военно-медицинской академии и главный офтальмолог Министерства обороны СССР (с 1991 года — Министерство обороны Российской Федерации), был инициатором создания при кафедре офтальмологии курсов усовершенствования главных офтальмологов военных округов и флотов по лазерной, витреоретинальной и рефракционной хирургии. С 1997 по 2020 год — руководитель Научно-исследовательской лаборатории Микрохирургия глаза и контактная коррекция зрения.

### Участие в вооружённых конфликтах
С 1985 по 1986 год в период Афганской войны В. Ф. Даниличев находился в составе действующего контингента в должности начальника офтальмологического отделения и начальника офтальмологической службы 40-й армии.
С 1994 по 1997 год В. Ф. Даниличев в качестве главного офтальмолога Министерства обороны России, занимался организацией медицинского обеспечения, прежде всего, витреоретинальной хирургии военнослужащих в период Первой чеченской войны. 

### Научно-педагогическая деятельность
Основная научно-педагогическая деятельность В. Ф. Даниличева была связана с вопросами в области общей и военной офтальмологии, ферменты в терапии повреждений и заболеваний глаз, современные боевые огнестрельные повреждения глаз, сочетанные повреждения органа зрения, лечение ожогов глаз и их последствий, офтальмоэргономика, офтальмоконтактология и лазерная офтальмохирургия, энзимотерапия и применение пептидных биорегуляторов в офтальмологии, поражения органов зрения, организация оказания специализированной офтальмологической помощи на этапах медицинской эвакуации.
В 1973 году В. Ф. Даниличев защитил диссертацию на соискание учёной степени кандидат медицинских наук по теме: «Профилактика и лечение послеожогового симблефарона», в 1984 году — доктор медицинских наук по теме: «Обоснование и эффективность применения протеолитических ферментов при патологии глаз». В 1987 году В. Ф. Даниличеву было присвоено учёное звание профессора. В. Ф. Даниличев являлся автором более четырёхсот научных работ, в том числе восемнадцати монографий, его работы печатались в Военно-медицинском журнале. Им было подготовлен более пятнадцати кандидатов и докторов наук, среди его учеников было пять профессоров, четыре доктора медицинских наук и три доцента.

### Смерть
Скончался 11 августа 2020 года на 81 году жизни после тяжёлой и продолжительной болезни. 

## Звания
- Заслуженный деятель науки РСФСР (1994 — «За заслуги в научной деятельности»)[4]